# Joseph Chamberlain
Joseph Chamberlain (Camberwell, 1836 - 1914) va ser un líder britànic de gran influència en política exterior.
Fill d'una família de comerciants, va fer fortuna als negocis, després de deixar els estudis prematurament malgrat les altes qualificacions que sempre va obtenir. Es va ficar en política a través de grups obrers. La seva popularitat en aquests cercles el va convèncer per presentar-se per a alcalde de Birmingham en 1873, càrrec que va aconseguir i que va millorar la seva carrera política, sobretot per la popularitat guanyada en remodelar i dotar de serveis els barris. Des de la política nacional sempre va protegir els interessos d'aquesta ciutat, com proven els esforços per aconseguir tenir una universitat (la torre central de la qual li està dedicada).
Posteriorment va ser elegit diputat, dins el Partit Liberal Unionista. Al seu escó i més endavant a la Cambra de Comerç, va aprovar mesures per impulsar els negocis britànics a l'exterior i l'educació laica i gratuïta per als nens de les classes baixes. Més endavant, el 1895, va ser nomenat encarregat del colonialisme, dins les files conservadores. La seva política expansionista va portar a conflictes amb les colònies africanes i amb Veneçuela però també a l'engrandiment de l'Imperi Britànic per la zona de Ghana, en detriment de les aspiracions franceses, buscant debades el suport alemany.
Va ser un dels líders més destacats en les Guerres Bòer, que no van minvar la seva popularitat, i va continuar actiu fins que es va haver de retirar per malaltia. Abans de plegar del seu càrrec, va aconseguir signar l'anomenada Entente cordiale, que aturava les hostilitats amb França i mantenia l'statu quo vigent, amb Gran Bretanya com a líder.